# Boio
Boio (altgriechisch Βοιώ) war eine delphische Hymnendichterin.
Pausanias zitiert vier Verse aus einem von ihr verfassten Hymnus. Nach Boio soll der legendäre Dichter Olen zusammen mit anderen aus Hyperborea nach Delphi gekommen sein, wo er das Orakel des Apollon begründete und der erste war, der Prophezeiungen in die Form von Hexametern kleidete.